# Спасский, Владимир Никифорович
Владимир Никифорович Спасский (1824—1877) — тайный советник, камергер; московский вице-губернатор (1862—1864) и калужский губернатор (1864—1868).

## Биография
Родился в 1824 году.
В 1835 году начал учиться в Санкт-Петербургском Императорском училище правоведения, которое окончил в 1843 году.
С 1846 года — судья надворного уголовного суда Санкт-Петербурга. С 1848 года — камер-юнкер.
В 1850 году был произведён в коллежские асессоры, в 1859 — в статские советники. С 1861 года состоял в звании камергера, с 1862 года — действительный статский советник.
С 25 мая 1862 года — московский вице-губернатор; с 13 марта 1864 по 1 ноября 1868 года — калужский губернатор.
Затем, уже в чине тайного советника служил в Санкт-Петербурге, был членом Комиссии прошений.
Был женат на Варваре Дмитриевне Замятниной (1840—1894), дочери министра юстиции Д. Н. Замятнина, но потомства не оставил.
Умер 27 апреля (9 мая) 1877 года. Похоронен на Никольском кладбище Александро-Невской лавры.
В Санкт-Петербурге сохранился особняк В. Н. Спасского: улица Чайковского, 6.